# Мазовецька губернія
Мазовецька губе́рнія — адміністративно-територіальна одиниця Царства Польського Російської імперії, утворена 7 березня 1837 року. Центр губернії — місто Варшава.
Створена 7 березня 1837 року указом Миколи І замість ліквідованого Мазовецького воєводства. 1844 року губернію було ліквідовано. 
З 1 січня 1845 року разом із територіями Каліської губернії утворила Варшавську губернію.

## Внутрішній поділ губернії
Губернія поділялася на 11 повітів: Варшавський, Влоцлавський, Гостинський, Гроєцький, Кутновський, Ловицький, Нешавський, Новомінський, Радиминський, Скерневицький, Сохачевський.